# Mikhail Voronin
Mikhail Jakovlievitch Voronin, em russo:  Михаил Яковлевич Воронин, (Moscou, 26 de março de 1945 - Novo-Nikolskoye, 22 de maio de 2004) foi um ginasta que competiu em provas de ginástica artística pela extinta União Soviética. 
Voronin começou na ginástica, treinando no Centro Esportivo Dynamo, sob o auxílio de Nikolai Balashov. Mais tarde, passou a treinar com Vitaly Belyaev, e finalmente com Evgeny Korolkov
. Entre seus maiores êxitos internacionais, estão sete conquistas mundiais - com dois ouros na edição de 1966, em Dortmund; dez medalhas em europeus, com destaque para a edição de Amsterdã, na qual o ginasta somou quatro títulos; e nove medalhas olímpicas, destacados os Jogos da Cidade do México, nos quais Mikhail subiu ao pódio por sete vezes em oito eventos como o primeiro colocado no salto e na barra fixa, segundo por equipes, argolas e barras paralelas e terceiro no cavalo com alças.
Nos nacionais seniores, Voronin atingiu o tetracampeonato do  concurso geral e das argolas. No cavalo com alças, foi tricampeão, nas barras paralelas, bicampeão e na barra fixa e no solo, campeão.
Em 1969, recebeu a honraria da Ordem do Estandarte Vermelho do Trabalho, por seus préstimos enquanto porta-voz do departamento dos esportes de Dynamo e da Federação Soviética. Após aposentar-se da modalidade, começou a trabalhar como treinador. Neste posto, recebeu a honararia de treinador russo-soviético em 1979 e a honaria de treinador soviético no ano seguinte. Antes, graduou-se pelo Instituto Lênin em Cultura Esportiva. Casado com Zinaida Voronina, em 22 de maio de 2004, o ex-ginasta faleceu aos 59 anos de idade.